# Jeanne-Marie Darré

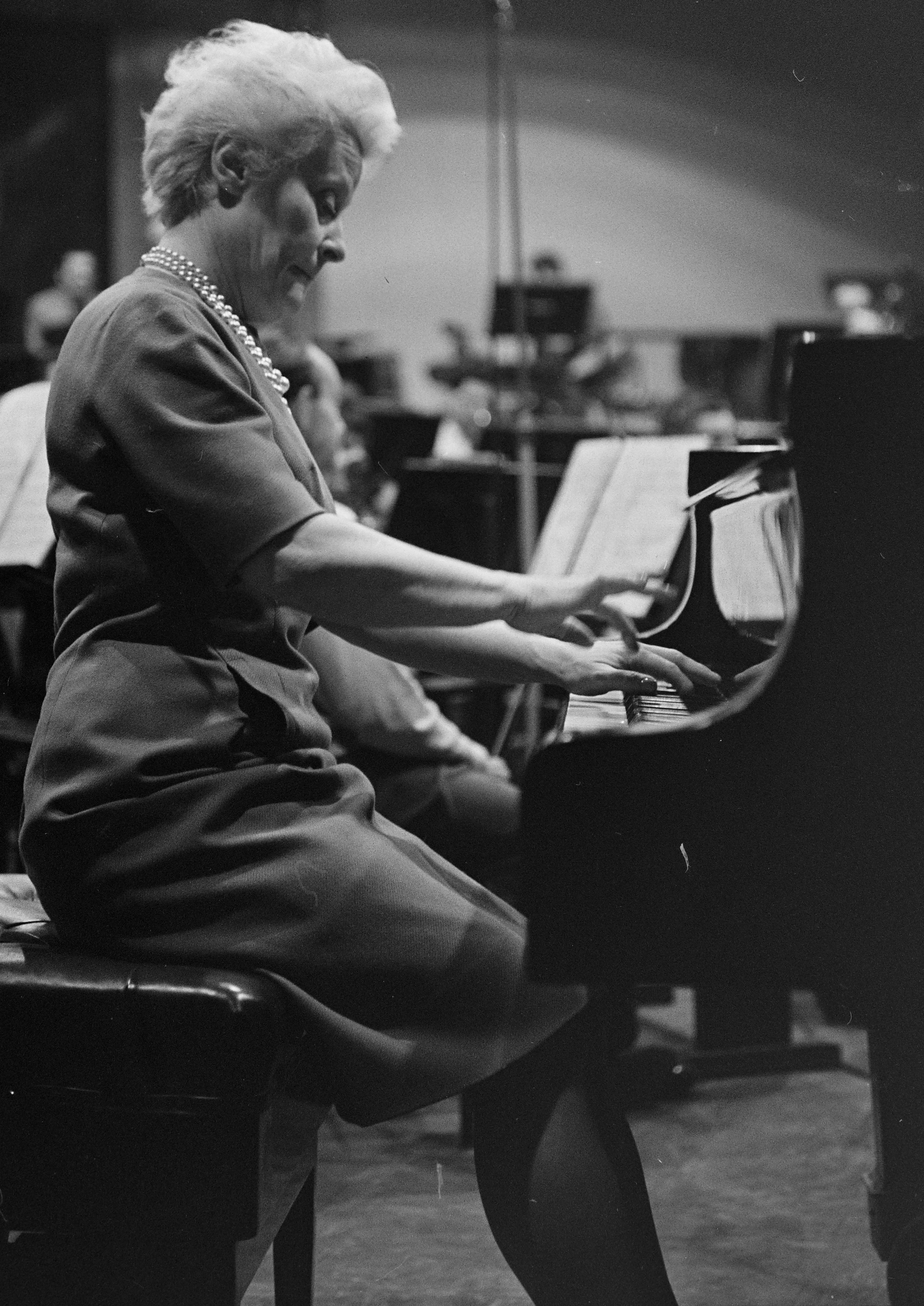
Jeanne-Marie Darré in 1962

Jeanne-Marie Darré (Givet, 30 juli 1905 - Le Port-Marly, 26 januari 1999) was een Frans pianiste.

## Levensloop
Jeanne-Marie Darré studeerde aan het Conservatoire national supérieur de musique et de danse (CNSMD) bij Isidor Philipp en Marguerite Long. Ze werkte samen met Gabriel Fauré, Camille Saint-Saëns en Maurice Ravel.
Ze was veertien toen ze haar eerste concert gaf en zestien toen ze een eerste plaat opnam. Op haar eenentwintigste vertolkte ze de vijf concerto's voor piano van Camille Saint-Saëns en concerteerde ze met het Orchestre Lamoureux gedirigeerd door Paul Paray. Ze vervolgde met een internationale carrière, voornamelijk in Europa, maar ook in de Verenigde Staten, waar ze in 1962 optrad in Carnegie Hall met het Boston Symphony Orchestra, gedirigeerd door Charles Munch.
Van 1958 tot 1975 gaf ze les aan het Conservatoire de Paris. Gedurende vele zomers gaf ze meestercursussen in Nice.
Ze blonk uit als vertolkster van de werken van Frédéric Chopin, Franz Liszt en Camille Saint-Saëns.
Ze werd onderscheiden in de Légion d'honneur en in de Ordre des Arts et des Lettres.

## Voetnoten
1. ↑  « Jeanne-Marie Darré, dont l'élégance du jeu (...) pouvait relever de l'enchantement », in: Jean-Pierre Thiollet, 88 notes pour piano solo, Neva Éditions, 2015, ISBN 978-2-3505-5192-0
2. ↑  Jeanne-Marie Darré op University Libraries, University of Maryland

- Bibsys: 2118530
- Biblioteca Nacional de España: XX1558073
- Bibliothèque nationale de France: cb139269056 (data)
- CiNii: DA12926749
- Gemeinsame Normdatei: 135144337
- International Standard Name Identifier: 0000 0000 7328 9539
- Library of Congress Control Number: n84180013
- MusicBrainz: 9d5a8027-d0e6-4a72-8f7c-61f5d98bc4ea
- Nationale Bibliotheek van Israël: 987007315282605171
- Nationale en Universitaire bibliotheek Zagreb: 000477425
- Réseau des bibliothèques de Suisse occidentale: 02-A003155494
- SNAC: w6w37z3h
- Système universitaire de documentation: 161775950
- Virtual International Authority File: 71660563
- WorldCat: E39PBJh4BtKfWkJM7VhrvxGyh3